# Garrisonia
Genre
Garrisonia est un genre d'insectes de la famille des Libellulidae, appartenant au sous-ordre des anisoptères dans l'ordre des odonates. Il ne comprend qu'une seule espèce : Garrisonia aurindae .

## Espèce du genreGarrisonia
- Garrisonia aurindae Penalva & Costa, 2007